# Bitva u Lyndanisse
Bitva u Lyndanisse pomohla dánskému králi Valdemarovi II. Vítěznému ovládnout v době Severních křížových výprav pohanské Estonsko. Společně s králem se bitvy zúčastnili také královi vazalové rujánský kníže Vítslav I. a vládce Nordalbingie, vévoda Albert I. Saský.

## Bitva
Na počátku června roku 1219 se král Valdemar II. vylodil na severu Estonska. Se svou křižáckou armádou se utábořil v Lyndanisse, kde si nechal postavit hrad Castrum Danorum, kterému Estonci říkali Taani-linn (česky Dánský hrad), z čehož se název přetvořil v Tallinn. Estonci poslali několik vyjednávačů s úkolem hrát o čas, zatímco si budovali armádu na dobytí pevnosti.
15. června 1219 Estonci zahájili útok vedený z pěti směrů. Útok začal v době večeře dánských křižáků, obránci byli zaskočeni a v jejich řadách zavládl naprostý chaos. Zaskočení Dánové začali ustupovat, avšak Vítslav I. zahájil rychlý protiútok, jenž dal Dánům čas se přeskupit. Estonci byli nakonec poraženi.

## Dánská vlajka
Podle pověsti se během ústupu Dánů biskup Anders Sunesen modlil k Bohu a ten mu jako odpověď seslal červený prapor s bílým křížem, jenž dodal Dánům odvahu a nakonec i vítězství. Mnohem pravděpodobnějším vysvětlení však je, že Dánové měli prapor v držení už předtím, protože prapor s křížem byl obvyklým symbolem křížových výprav. Nakonec to byli spíš vazalové Dánů, slovanští Ránové vedení Vítslavem, a nikoli prapor, co rozhodlo o výsledku bitvy.